# Асумі Кана
Кана Асуми  (яп. 阿澄佳奈 Асумі Кана, 12 серпня 1983, префектура Фукуока)  — японська сейю. 2009 року, на церемонії «Seiyu Awards», була нагороджена як краща акторка початківець.
15 січня 2014 року повідомила про шлюб у своєму блозі.

## Ролі в аніме
2007 рік
- Начерки Хідамарі [ТВ-1] (Юно);
- Ґуррен-Лаґанн [ТВ] (Кіяль);
- Наше (Кана Усіро);
- Чара-охоронці! (сезон перший) (Ран);
- Призм Арк (Бріджит);
- Начерки Хідамарі (спецвипуск 1) (Юно);

2008 рік
- Персона: Душа трійці (Мегумі Каяно);
- Секірей [ТВ-1] (Юкарі Сахасі (сестра Мінато));
- Начерки Хідамарі [ТВ-2] (Юно);
- ТораДора! (Сакура Кано);
- Чара-охоронці! (сезон другий) (Ран);
- Пекельна дівчинка (третій сезон) (Сіна Тамайо);
- Сьогодні в 5-Б класі [ТВ] (Нацумі Хіракава);

2009 рік
- Ґуррен-Лаґанн (фільм другий) (Кіяль);
- Лицарі Зодіаку OVA-4 (Агата);
- Umi Monogatari: Anata ga Ite Kureta Koto (Марін);
- Кемпфер [ТВ-1] (Мікото Кондо);
- Чара-охоронці! (сезон третій) (Ран);
- Сьогодні в 5-Б класі OVA-2 (Нацумі Хіракава);
- Начерки Хідамарі (спецвипуск 2) (Юно);

2010 рік
- Начерки Хідамарі [ТВ-3] (Юно);
- Haiyoru! Nyaruani (Ньяруко (Ньярлатотеп));
- Президент — покоївка! (Хонока);
- Янгольські ритми! (Іріе);
- Праця!! (Попура Танесіма);
- Амага СС (Мія Татібана);
- Секірей [ТВ-2] (Юкарі Сахасі (сестра Мінато));
- Онук Нураріхёна (Саорі Макі);
- Black Rock Shooter (Ю);
- Тамаюра (Каору Ханава);
- MM! (Сідзука Садо);
- Haiyoru! Nyaruani: Remember My Love (craft-sensei) (Ньяруко (Ньярлатотеп));

2013 рік
- Sasami-san@Ganbaranai (Сасамі);
- Machine-Doll wa Kizutsukanai (Фрей);
- Hyperdimension Neptunia (Бланк-Біле Серце)